# الطاهريين (أولاد لحسن بن عبو)
الطاهريين هو دُوَّار يقع بجماعة مستغمر، إقليم تاوريرت، جهة الشرق في المملكة المغربية. ينتمي الدوّار لمشيخة أولاد لحسن بن عبو التي تضم 10 دواوير. يقدر عدد سكانه بـ 185 نسمة حسب الإحصاء الرسمي للسكان والسكنى لسنة 2004.

## روابط خارجية
- البوابة الوطنية للجماعات الترابية
- المندوبية السامية للتخطيط